# Paulus Gevaerts
Paulus Gevaerts, vrijheer van Gansoyen (Brielle, 10 februari 1697 - Dordrecht, 22 juni 1770) was onder andere burgemeester van Dordrecht.

## Biografie
Vanaf 1726 was Gevaerts veertigraad, vanaf 1726 tot zijn overlijden oudraad, van 1726 tot 1739 secretaris van de burgemeesteren van Dordrecht, daarna schepen, hoofdofficier en burgemeester van Dordrecht. Hij was raad ter Admiraliteit van de Maze en gedeputeerde in de Staten van Holland en West-Friesland.

## Familie
Gevaerts was lid van de uit Roermond afkomstige familie Gevaerts, waarvan een lid zich eind zestiende eeuw vanuit Antwerpen in Dordrecht vestigde. Hij was een zoon van mr. Ocker Gevaerts (1656-1727), burgemeester van Dordrecht, en Maria Arnoudina Briell (1663-1701).
Hij trouwde viermaal: in 1727 met Margaretha Aleida Stoop (1700-1731), in 1733 met Aleida Vivien (1706-1735), in 1739 met Suzanne Catharina Albinus genaamd Weiss von Weissenlöw (1703-1741) en in 1751 met Suzanne Adriana Beelaerts (1707-1786).
Uit zijn eerste huwelijk werd geboren Maria Arnoldina Gevaerts (1728-1793) die trouwde met Jacob van der Heim (1727-1799), burgemeester van Rotterdam; uit zijn tweede huwelijk werden geboren Johanna Gevaerts (1733- 1779) die trouwde met Hendrik Karel graaf van Nassau-Lalecq (1696-1781), en mr. Ocker Gevaerts, heer van Geervliet, enz. (1735-1807), burgemeester van Dordrecht. Zijn derde en vierde huwelijk bleven kinderloos